# Тімофей Скрябін
Тімофей Скрябін (нар. 14 листопада 1967, Бєльці, Молдавська РСР) — молдовський боксер, призер Олімпійських ігор, призер чемпіонату Європи, чемпіон СРСР, СНД, призер міжнародних турнірів.

## Спортивна кар'єра
Тімофей займався боксом з 12 років під керівництвом бєльцького тренера В.Гешеле. У 15 років переїхав до Кишинева і почав тренуватися під керівництвом тренера А. Скрипника.
1987 та 1988 року Скрябін завойовував бронзові нагороди чемпіонатів СРСР. В червні 1988 року на міжнародному турнірі в Ленінграді Тімофей Скрябін переміг в півфіналі чемпіона СРСР (1988) Альберта Пакєєва, в фіналі кубинця Реєса і забезпечив собі путівку на Олімпійські ігри 1988.
На Олімпіаді в категорії до 51 кг він переміг трьох суперників з рахунком 5-0, в чвертьфіналі переміг домініканця Мелвіна де Леона 3-2, а в півфіналі програв Кім Гван Сон (Південна Корея) 0-5 і отримав бронзову нагороду.
1989 року Скрябін став чемпіоном СРСР в категорії до 54 кг, а на чемпіонаті Європи поступився лише в фіналі болгарину Серафіму Тодорову.
1990 року Скрябін вдруге став чемпіоном СРСР.
1991 року виборов на чемпіонаті СРСР бронзу.
Пізніше Тімофей Скрябін став чемпіоном СНД (1993), бронзовим призером Ігор Доброї волі (1994), бронзовим призером Кубка світу (1998).
Провів два боя на професійному ринзі, обидва програв.